# Felsőszilvás

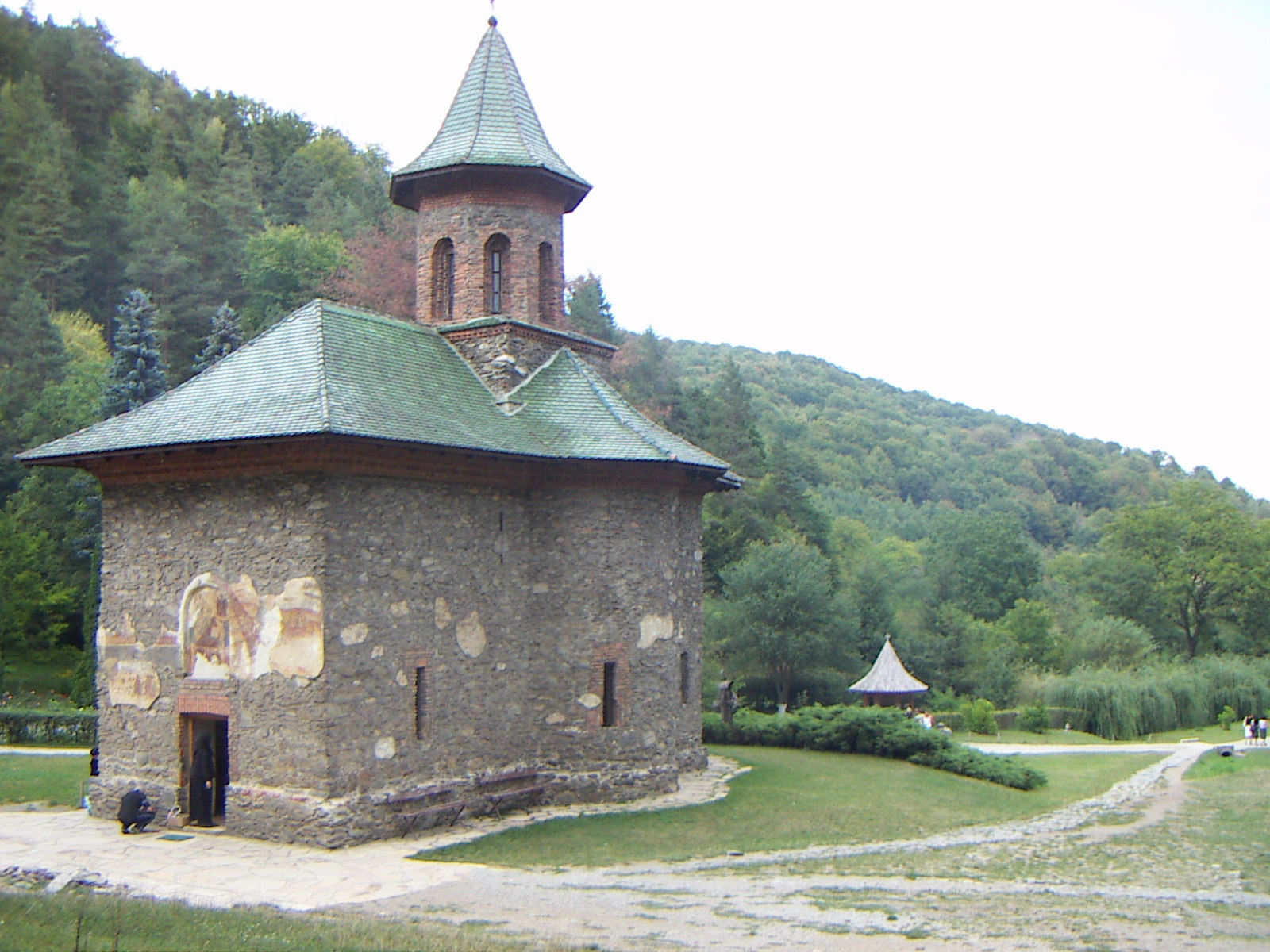
A priszlopi kolostor temploma

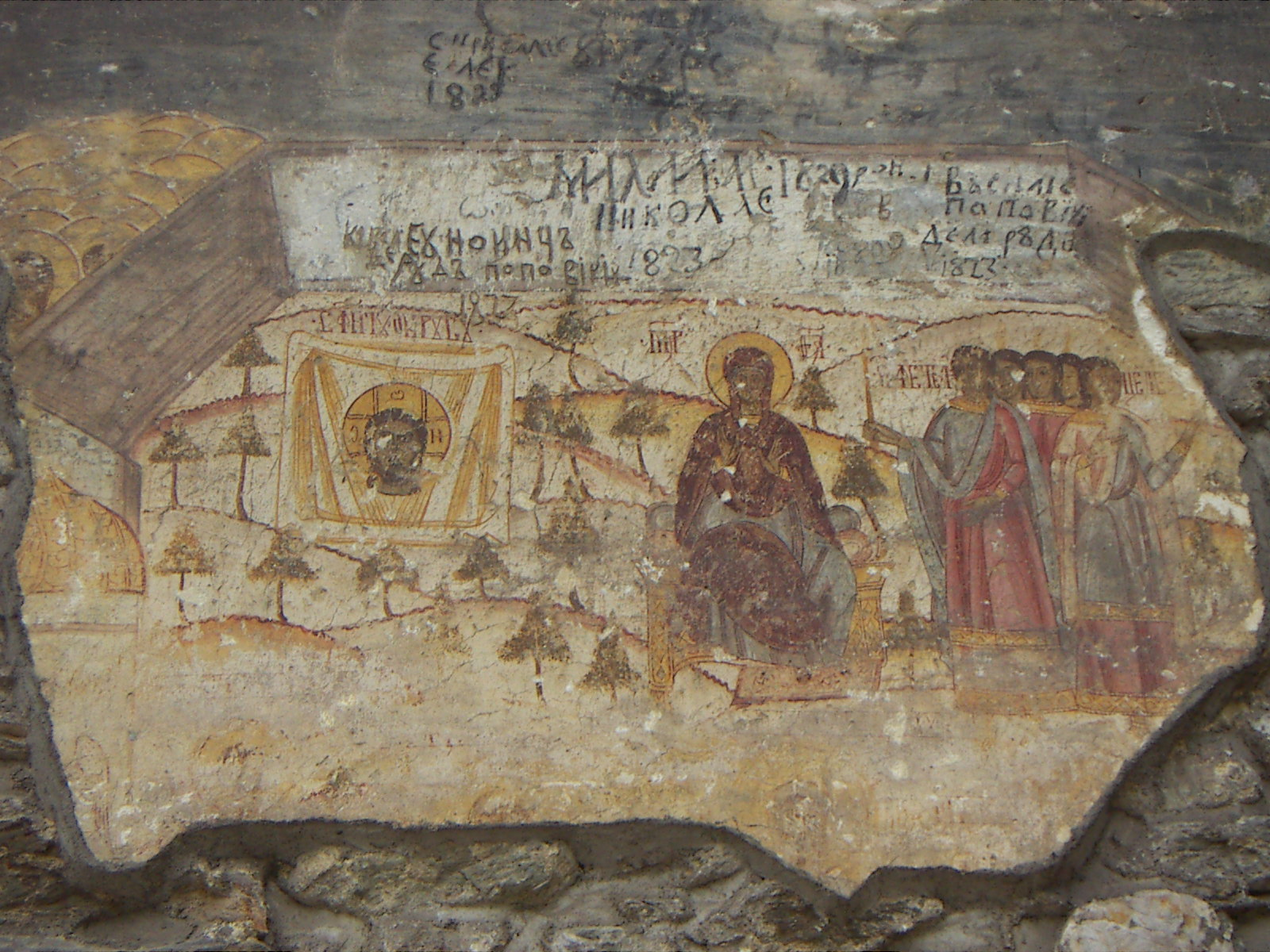
Külső falkép részlete 1759-ből

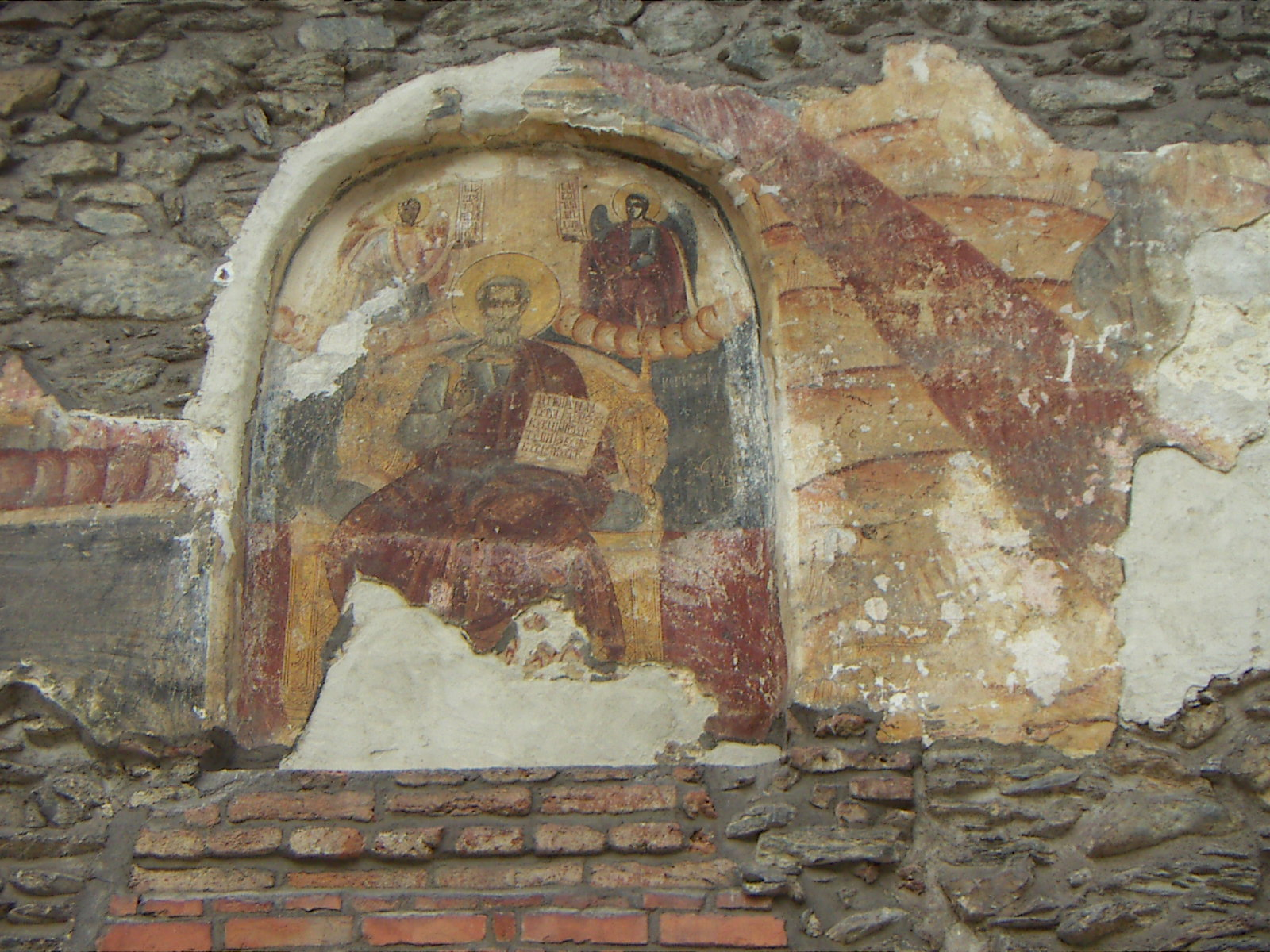

Felsőszilvás (románul: Silvașu de Sus) falu Romániában, Erdélyben, Hunyad megyében.

## Fekvése
A Hátszegi-medence peremén, Hátszegtől légvonalban hét kilométernyire északnyugatra, a Ruszka-havas aljában található.

## Története
Kisnemesi falu volt Hátszeg vidékén, Hunyad vármegyében. Valószínűleg innen származott a vármegye történetében jelentős szerepet betöltő Nopcsa család. 1446-ban Zylwas superior és Felsewziluas, 1509-ben Fewlsewzylwas néven említették. Utóbbi alkalommal megemlékeztek a mára eltűnt Középszilvásról is. A 17. század második felében református egyházközsége volt, legnagyobb birtokos családja, a Szilvásiak is ezt a hitet vallották. Egy 1683-as összeírás a következő „egyházhelyi nemes” felsőszilvási családokat sorolja fel: Nopcsa, Csura, Sztojka, Málka, Dávid, Toma, Gola, Balia, Szindula, Prip, Radorcza, Toda, Marila, Dragics, Dragota, Duma, Palkó, Illyés és Cusa. 1685-ben (református) „ola predicator”-ról emlékeznek meg. 1765-ben három temploma volt. 1786-ban összeírt 356 lakosának 53%-a volt nemes és 27%-a zsellér. 1764 és 1851 között az orláti határőrezredhez tartozott. 1780-ban a Bolia, Buda, Dávid, Danila, Dragota, Golia, Litterátus, Makra és Nopcsa nemesi családok lakták. 1868-ban alapított görögkatolikus iskoláját 1875-ben községi, 1879-ben magyar tannyelvű állami iskolává alakították.

## Népessége
- 1910-ben 577 lakosából 555 volt román és 9 magyar anyanyelvű; 362 görögkatolikus, 188 ortodox és 27 római katolikus vallású.
- 2002-ben 450 lakosából 434 volt román és 16 cigány nemzetiségű; 411 ortodox, 20 pünkösdista, 9 görögkatolikus és 7 római katolikus vallású.

## Látnivalók
- A faluban található ortodox (korábban görögkatolikus) templomban a 19. század közepén még a hajót és az asszonyok pitvarát választotta az a fal, amely a bővítés előtt feltehetőleg a templom külső fala volt. Ajtaja felett magyar nyelvű versezet örökítette meg Szilvási Bálintot és párját, Csonakosi Zsuzsannát, akik a templomot 1665-ben átépítették. Valószínűleg közösen használták reformátusok és ortodoxok.
- A falutól délkeletre, már a hegyek között található az erdélyi ortodoxia történetében jelentős szerepet betöltő priszlopi kolostor. Ma is látható templomát 1564-től Moise Vodă havasalföldi uralkodó leánya, Zamfira építtette. Mivel azonban az ortodoxoknál asszony nem alapíthatott férfikolostort, ennek biztosan volt előzménye. Az 1760-as években született A hátszegi püspökségi helytartóság felsőszilvási Priszlop szent klastromának siráma című versezet Tismanai Szent Nikodémot tudja a kolostor első alapítójának. Nikodém, aki Öreg Mircea fejedelem uralkodása alatt biztosan több kolostort is alapított Olténiában, egy általa lejegyzett tetraevangéliumba 1404–05-öt (a 6913-ik évet) és Magyarországot írta be a megírás idejeként és helyeként, de ennél pontosabb helyet nem adott meg. A kolostor két elöljárója töltötte be később az erdélyi ortodoxok püspökének (vladikájának) a székét: az 1762-ben kanonizált Priszlopi Szent János 1585-től és Teofil 1615-től. 1762-ben Petru Pavel Aron görögkatolikus püspök és a katolikus Nopcsák emberei felgyújtották, szerzeteseit Nagyszebenben börtönbe záratták. Ma apácakolostor működik itt. A templomban található az alapító Zamfira asszony reneszánsz síremléke, latin nyelvű disztichonos felirattal. Zamfira ugyanis ide vonult vissza harmadik, Markházy Pállal kötött boldogtalan házasságából és itt is halt meg 44 évesen, 1580-ban. Az erdőben meglátogatható az a remetebarlang, amelyet a hagyomány szerint Priszlopi Szent János vágott magának a sziklába, és a későbbi szerzetesek több száz éven át használtak. A kertben, az általa kiválasztott helyen nyugszik az 1989-ben elhunyt, szentként tisztelt Arsenie Boca atya, aki 1948-tól a kolostor 1959-es feloszlatásáig annak igumenje, majd gyóntatópapja volt. (Azzal a megbízatással vette át a tisztet, hogy a görög katolikusokat „visszatérítse” az ortodoxiához.[2]) Az apácák egy csodatevőnek gondolt Istenanya-ikont őriznek.